# اختر چندخوشه
اختر چندخوشه (نام علمی: Canna paniculata) نام یک گونه از سرده اختریان است.